# Andreas Lagergren
Karl Andreas (Ante) Lagergren, tidigare Petersson, född 18 augusti 1867 i Arby församling, Kalmar län, död 18 mars 1953, var en svensk ingenjör och järnvägsbyggare. Han tog sitt namn efter modern som var född Lagergréen och blev far till riksmarskalken Gunnar Lagergren samt döttrarna Britt-Marie, gift med professor Alf Johnels, och Inga, gift med överste Folke Barkman.

## Biografi
Lagergren avlade 1888 mogenhetsexamen i Kalmar och var därefter elev vid statens järnvägsbyggnader och vid Saltsjöbanan 1890–1891. Han avlade examen vid Kungliga Tekniska högskolan 1892 och blev vid Väg- och vattenbyggnadskåren löjtnant 1897, kapten 1907, major 1918 och överstelöjtnant 1926. Han tog avsked från nämnda kår 1932.
Lagergren tjänstgjorde vid byggandet av en rad järnvägar, som Malmö–Genarps Järnväg 1893–1894 samt Mellersta Östergötlands Järnväg, Västgötabanan och Östra Centralbanan 1895–1903. Han var verkställande direktör i Stockholm-Nynäs Förlags- och Trafik AB 1903–1905, i Nynäs Ångfartygs AB 1905–1908, i Trafik AB Stockholm-Nynäs 1905–1913, i Ostkustbanans AB 1913–1929, i Trafikförbundet Uppsala–Norrland 1927–1929 samt i AB Trafikförbundets Verkstäder 1924–1929.
Lagergren var bland annat även ledamot av Ostkustbanekommittén 1920–1922, styrelseledamot i AB Nynäs Villastad 1905–1913, i Ångfartygs AB Gotland 1907–1913 och i Forsbacka Järnverks AB 1927–1929. Han utgav  Över tre decennier som järnvägsbyggare (1942).
Lagergren är begravd på Djursholms begravningsplats.
- Lagergren, K. A. (1942). Över tre decennier som järnvägsbyggare.. Stockholm: I. Hæggström. Libris 1409635